# Iosif Rotariu
Iosif Rotariu (27 de setembro de 1962) é um ex-futebolista romeno que competiu na Copa do Mundo de 1990.